# Future 2 Future
Future 2 Future est un album d'Herbie Hancock sorti en 2001.

## Liste des titres
1. Kebero Part I - 3:10
2. Wisdom - 0:33
3. The Essence (avec Chaka Khan) - 4:54
4. This Is Rob Swift - 6:55
5. Black Gravity - 5:29
6. Tony Williams - 6:09
7. Be Still - 5:12
8. Ionosphere - 3:59
9. Kebero Part II - 4:47
10. Alphabeta - 5:29
11. Virtual Hornets - 8:51

## Musiciens
- Herbie Hancock - claviers
- Wayne Shorter - saxophones ténor et soprano
- Bill Laswell - Basse
- Charnett Moffett - Contrebasse
- Jack DeJohnette - batterie (4, 8, 9, 10)
- Tony Williams - batterie (6)
- Karsh Kale - batterie (3, 7)

### Invités
- Elenni Davis-Knight
- Carl Craig (9)
- GiGi (9)
- Chaka Khan (3)
- Rob Swift
- A Guy Called Gerald (5)
- Dana Bryant (6)
- Imani Uzuri